# Cleòpatra de Macedònia
|  | Per a altres significats, vegeu «Cleòpatra de Macedònia (princesa)». |

Cleòpatra (en llatí Cleopatra, en grec antic Κλεοπάτρα) fou reina de Macedònia (337-336 aC). Era neboda d'Àtal, un dels generals de Filip II de Macedònia.
Filip es va casar amb ella quan es va divorciar d'Olímpies el 337 aC. Mort el seu marit, Olímpies la va fer matar, segons uns (Justí) obligant-la a penjar-se i segons altres (Pausànies) tirant-la a una caldera d'oli roent. El seu fill Caranos, segons Justí, també va ser mort per Alexandre el Gran poc després que pugés al poder, perquè el va veure com un possible competidor.